# Luis Carniglia
Luis Carniglia (ur. 4 października 1917 w Olivos, zm. 22 czerwca 2001 w Buenos Aires) – argentyński piłkarz i trener piłkarski.
Jego pierwszymi klubami były Club Atlético Tigre i Chacarita Juniors. W latach czterdziestych grał dla Boca Juniors, a karierę kończył w OGC Nice.
Był trenerem Nice (1955-1957), Realu Madryt (1957-1959), Fiorentiny (1959-1960), AS Bari (1960), Romy (1961-1963), Milanu (1963-1964), Deportivo La Coruña (1964-1965), Bologny (1965-1968), Juventusu (1969-1970) i Girondins Bordeaux (1978-1979).

## Sukcesy

### Zawodnik
Boca Juniors
- Mistrzostwo Argentyny: 1940

OGC Nice
- Mistrzostwo Francji: 1951/52
- Puchar Francji: 1951/52, 1953/54

### Trener
OGC Nice
- Mistrzostwo Francji: 1955/56

Real Madryt
- Mistrzostwo Hiszpanii: 1957/58
- Puchar Europy: 1957/58, 1958/59

AS Roma
- Puchar Miast Targowych: 1960/61